# 7418 Akasegawa
7418 Akasegawa (1991 EJ1) là một tiểu hành tinh vành đai chính được phát hiện ngày 11 tháng 3 năm 1991 bởi T. Fujii và K. Watanabe ở Kitami.